# Rico Bianchi
Enrico Bianchi, detto Rico (Chur, 13 maggio 1930 – 26 marzo 2025), è stato un canottiere svizzero, vincitore della medaglia d'argento nel quattro con a Helsinki 1952 insieme a Karl Weidmann, Heini Scheller, Émile Ess e Walter Leiser.
Otto anni dopo venne scelto per gareggiare nell'otto con a Roma 1960 ma venne subito eliminato sia in batteria che ai ripescaggi.

## Palmarès
- Giochi olimpici

Helsinki 1952: argento nel quattro con.
- Campionati europei di canottaggio

Copenhagen 1953: bronzo nel quattro con.
Bosbaan 1954: bronzo nel quattro senza.